# 八百屋町 (名古屋市)
八百屋町（やおやちょう）は、愛知県名古屋市中区の地名。

## 地理
江戸時代は名古屋城下町の碁盤割内の町人町であり、長者町筋の本重町筋から入江町筋までの3丁であった。

### 学区
- 中学校 - 名古屋市立前津中学校
- 小学校 - 名古屋市立栄小学校[5][6]

### 人口
国勢調査による人口の推移
| 1950年（昭和25年） | 89人  |  |
| 1955年（昭和30年） | 181人 |  |
| 1960年（昭和35年） | 182人 |  |
| 1965年（昭和40年） | 126人 |  |

## 歴史

### 地名の由来
『尾張名陽図会』によると、当町に野菜商が多く居住していたことに由来するという。

### 沿革
- 明治4年 - 一部が下長者町に編入され、また光明寺町を編入する[1]。
- 1878年（明治11年）12月20日 - 名古屋区成立に伴い、同区八百屋町となる[1]。
- 1889年（明治22年）10月1日 - 名古屋市成立に伴い、同市八百屋町となる[1]。
- 1901年（明治34年） - 服部謙三郎商店が焼失[7]。店は宮町1丁目に移り、再建される[7]。
- 1908年（明治41年）4月1日 - 中区成立に伴い、同区八百屋町となる[1]。
- 1936年（昭和11年）1月1日 - 一部が広小路通に編入される[8]。
- 1944年（昭和19年）2月11日 - 栄区成立に伴い、同区八百屋町となる[1]。
- 1945年（昭和20年）11月3日 - 栄区廃止に伴い、中区八百屋町となる[1]。
- 1963年（昭和38年）3月20日 - 一部が白川町に編入される[9]。
- 1966年（昭和41年）3月30日 - 全域が栄二丁目に編入され、消滅[1]。

## 施設
- 修験宝積院[4]
- 勧竜院[4]